# Cyril Ramaphosa
Matamela Cyril Ramaphosa (n. 17 noiembrie 1952, Soweto) este un om de afaceri și politician sud-african, care ocupă funcția de al cincilea și actualul președinte al Africii de Sud din 2018. Fost activist anti-apartheid și lider sindical, este și președintele Congresului Național African (ANC).
Ramaphosa a devenit cunoscut la nivel național ca secretar general al Sindicatului Național al Minerilor, cel mai mare și mai influent sindicat din Africa de Sud. În 1991, a fost ales secretar general al ANC sub conducerea lui Nelson Mandela și a fost principalul negociator al partidului în discuțiile care au dus la sfârșitul apartheidului. După primele alegeri democratice din 1994, a fost ales președinte al Adunării Constituante, iar unii observatori considerau că Mandela l-ar fi preferat drept succesor. Totuși, în 1996, Ramaphosa s-a retras din politică și a intrat în mediul de afaceri, devenind proprietar al McDonald's South Africa, președinte al consiliului de administrație al MTN (gigant african în telecomunicații), membru al consiliului de administrație al Lonmin (companie minieră de platină) și fondator al grupului Shanduka (firmă de investiții activă în minerit, energie și sectorul financiar).
În decembrie 2012, la cea de-a 53-a Conferință Națională a ANC, Ramaphosa a revenit în politică și a devenit vicepreședinte al Africii de Sud sub Jacob Zuma (2014-2018). A fost, de asemenea, președintele Comisiei Naționale de Planificare. La cea de-a 54-a Conferință Națională a ANC, pe 18 decembrie 2017, a fost ales președinte al partidului. Două luni mai târziu, pe 14 februarie 2018, la o zi după demisia lui Zuma, Parlamentul Africii de Sud l-a desemnat președinte al Africii de Sud, fiind învestit oficial pe 15 februarie. Și-a început primul mandat complet în mai 2019, după victoria ANC în alegerile generale. În timpul președinției sale, Ramaphosa a fost președinte al Uniunii Africane (2020-2021) și a condus răspunsul Africii de Sud la pandemia de COVID-19.
În 2018, averea sa era estimată la peste 6,4 miliarde de rands (aproximativ 450 de milioane de dolari). A fost criticat pentru implicarea sa în afaceri, în special pentru rolul său în consiliul de administrație al Lonmin, unde, în săptămâna premergătoare masacrului de la Marikana, a fost acuzat că a cerut autorităților să adopte o poziție mai dură față de greva minerilor.
Pe 19 decembrie 2022, la cea de-a 55-a Conferință Națională a ANC, Ramaphosa a fost reales președinte al partidului pentru un al doilea mandat. Pe 14 iunie 2024, după ce ANC a pierdut majoritatea în alegerile generale, Adunarea Națională l-a reales președinte al Africii de Sud.